# Colin Farrell

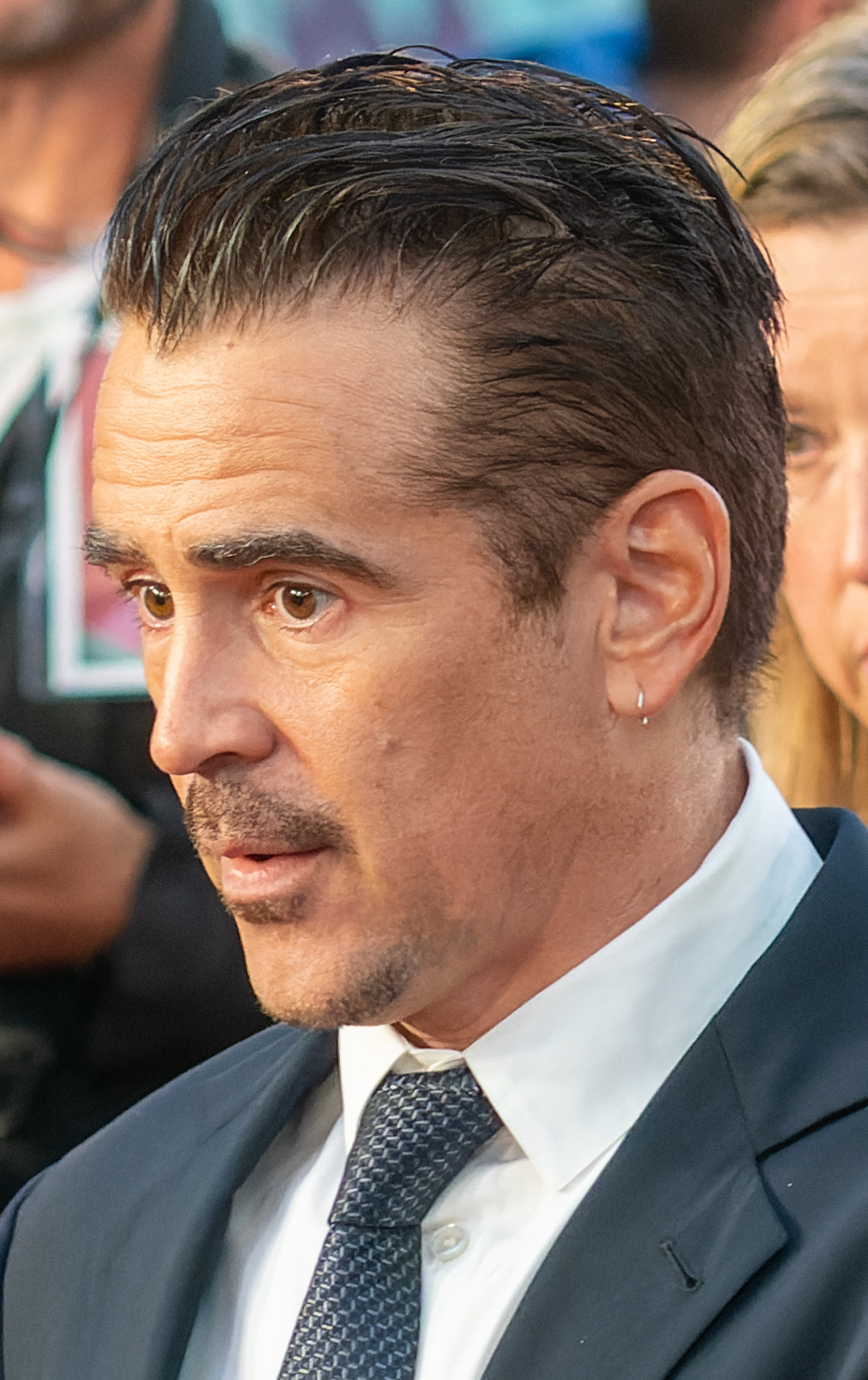
Colin Farrell auf der BFI LFF Gala – Royal Festival Hall, 2022

Colin James Farrell [ˈkɒlɪn ˈfæɹəl] (* 31. Mai 1976 in Castleknock) ist ein irischer Schauspieler.

## Biografie
Farrell wurde als jüngstes von vier Kindern von Rita und Eamon Farrell (1941/42–2025) geboren. Sein Vater war in den 1960er Jahren Fußballspieler bei den Shamrock Rovers. Farrells Bruder Eamon Jr. leitet eine Schauspielschule, die National Performing Arts School, in Dublin. Colin Farrell besuchte dort eine Schauspielklasse. Die Unterrichtskosten übernahm sein Bruder Eamon. Die ältere Schwester Catherine ist ebenfalls Schauspielerin, seine Schwester Claudine war bis 2005 Farrells persönliche Assistentin.

### Karriere
1996 folgte Farrell seiner Schwester Catherine an die Gaiety School of Drama und gab als Statist in dem Low-Budget-Film Auf der Suche nach Finbar mit Jonathan Rhys Meyers in der Hauptrolle sein Leinwand-Debüt. Während seiner Zeit an der Gaiety School war Farrell außerdem in Owen McPolins Drinking Crude zu sehen, einem Drama über das Erwachsenwerden. Im Sommer 1996 stand er für die vierteilige Miniserie Falling for a Dancer vor der Kamera, die das Schicksal eines irischen Mädchens in den 30er Jahren erzählt. Seinen Lebensunterhalt finanzierte sich Farrell während dieser Zeit mit Auftritten in Werbespots.
Seinen Durchbruch feierte Farrell im Sommer 1998 mit der Rolle des autistischen Jungen Richard Delamere in dem Theaterstück In A Little World Of Our Own von Gary Mitchell, das im Londoner Donmar Warehouse aufgeführt wurde. Im Publikum saß der US-amerikanische Filmschauspieler und Regisseur Kevin Spacey, der von Farrells Auftritt so begeistert war, dass er ihn für seinen Film Ein ganz gewöhnlicher Dieb – Ordinary Decent Criminal engagierte. Noch bevor dieser Film in die Kinos kam, war Farrell an der Seite von Ray Winstone und Tilda Swinton in Tim Roths The War Zone zu sehen. Außerdem folgten Rollen in der Miniserie David Copperfield mit Maggie Smith und Ian McKellen sowie als Danny Byrne in Ballykissangel, seine Szenen in „David Copperfield“ entfielen allerdings beim Filmschnitt.
Colin Farrell zog nach Los Angeles, um seine Schauspielkarriere voranzutreiben. Mit Hilfe seiner Agentin Lisa Richards wurde er in die Creative Artists Agency aufgenommen, die als eine der einflussreichsten Agenturen Hollywoods gilt. Regisseur Joel Schumacher gab Farrell die Hauptrolle in seinem Low-Budget-Film Tigerland. Für seine Darstellung des aufsässigen Soldaten Roland Bozz, der sich den Autoritäten nicht unterordnen will, wurde Farrell von vielen Kritikern gelobt und erhielt einige Preise als bester Schauspieler und Newcomer (darunter den Preis der Boston Society of Film Critics Award und den London Critics Circle Film Award). Von nun an galt Farrell als einer der talentiertesten Nachwuchsschauspieler in Hollywood. Des Weiteren spielte er an der Seite von Bruce Willis in dem Film Das Tribunal. Wenige Tage nach Ende dieser Dreharbeiten wurde Farrell von Regisseur Steven Spielberg als Gegenspieler von Tom Cruise in Minority Report engagiert. Für Farrell bedeutete dieser Film den endgültigen Durchbruch; im Jahr 2003 agierte er in sechs Filmen.
Als erstes kam Der Einsatz in die Kinos, in dem Farrell einen jungen CIA-Agenten spielt, der von seinem Mentor (Al Pacino) durch ein intensives psychologisches Training geführt wird, um dann einen Maulwurf innerhalb der eigenen Reihen zu entlarven. Es folgte die Comic-Verfilmung Daredevil mit Ben Affleck in der Hauptrolle und Farrell als Antagonist Bullseye. Bei dem Thriller Nicht auflegen!, in dem er die Hauptrolle des Stu Shepard übernahm, wie auch bei dem biografischen Filmdrama Die Journalistin über Veronica Guerin (gespielt von Cate Blanchett), arbeitete Farrell wieder mit Joel Schumacher zusammen.

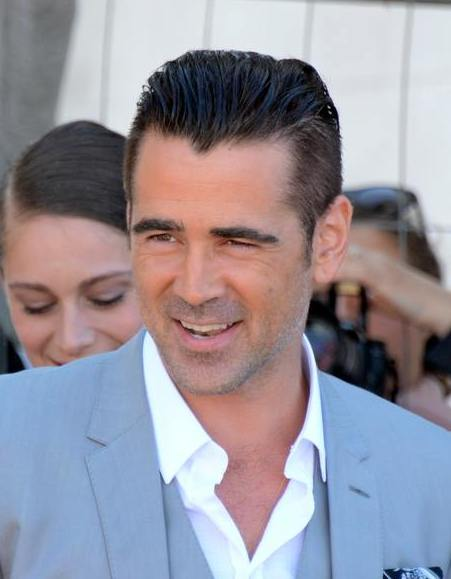
Colin Farrell (2015)

Das Independent-Projekt Ein Zuhause am Ende der Welt von Michael Mayer (mit Sissy Spacek) wurde aufgrund der homosexuellen Inhalte in den Vereinigten Staaten mehr geduldet als respektiert. 2004 spielte Farrell in Oliver Stones Film Alexander die Titelrolle. Mit dem introvertierten Regisseur Terrence Malick arbeitete Farrell für The New World zusammen – einem Film über die Geschichte der ersten Siedler auf dem amerikanischen Kontinent und gleichermaßen eine Liebesgeschichte zwischen dem Söldner John Smith (Farrell) und Pocahontas (Q’orianka Kilcher).
In Robert Towne's Film Ask the Dust, nach einem Roman von John Fante, spielte Farrell den erfolgshungrigen Jungautor Arturo Bandini, der in den 30er Jahren nach Los Angeles geht, um einen Bestseller zu schreiben und seine Traumfrau zu finden. Dort trifft er auf Camilla, eine Mexikanerin, die auf ein besseres Leben hofft – die beiden verlieben sich. Der Film Das Gesetz der Ehre von Regisseur Gavin O’Connor war Farrells erstes Projekt nach seiner Entziehungskur im August 2006. Neben Edward Norton spielt er den Polizisten Jimmy Egan. Das Drama erzählt die Geschichte einer korrupten Polizistenfamilie aus New York, die in einen Skandal verwickelt wird.
Im Herbst 2006 war Cassandras Traum von Woody Allen fertiggestellt. In dem Film verkörpert Farrell neben Ewan McGregor einen von zwei Brüdern aus dem Londoner Arbeitermilieu, die in die Kriminalität abdriften. Drei Jahre später wurde er für seine Hauptrolle in Brügge sehen… und sterben? (2008) mit einem Golden Globe Award als bester Komödiendarsteller ausgezeichnet.
Im September 2014 kündigte Farrell an, eine Rolle in der zweiten Staffel der HBO-Serie True Detective zu spielen. 2016 verkörperte Farrell in dem Harry-Potter-Spinoff Phantastische Tierwesen und wo sie zu finden sind von David Yates die Rolle des Aurors Percival Graves.
2017 erhielt er die Auszeichnung der Goldenen Kamera als bester Schauspieler International. Fünf Jahre später spielte Farrell im Film The Banshees of Inisherin erneut wie in Brügge sehen… und sterben? unter der Regie von Martin McDonagh und mit Brendan Gleeson als Leinwandpartner. Seine Darstellung des einfältigen Iren Pádraic Súilleabháin brachte ihm zahlreiche Auszeichnungen ein, darunter den Darstellerpreis der 79. Filmfestspiele von Venedig und den Golden Globe Award.
2022 verkörperte Farrell in der Comicverfilmung The Batman von Matt Reeves in einer Nebenrolle den Gangster Oz Cobb / Pinguin. In der 2024 veröffentlichten Miniserie The Penguin übernahm er die Darstellung der Figur erneut, wofür er großes Lob erhielt. Seine Darbietung brachte ihm neben mehreren Nominierungen unter anderem den Golden Globe Award und den Saturn Award ein.
Colin Farrells aktueller deutscher Synchronsprecher ist Florian Halm. Vorher war dies Markus Pfeiffer.

### Privatleben
Am 17. Juli 2001 heiratete Farrell die damals 19-jährige Amelia Warner, die Scheidung folgte bereits im November 2001.
2003 wurde sein erster Sohn James mit dem seltenen genetischen Angelman-Syndrom geboren, der bei der Mutter, dem US-Model Kim Bordenave, in New York lebt. Im gleichen Jahr entstand ein privates Sexvideo von Farrell und seiner Exfreundin, dem US-Model Nicole Narain. Dieses Video wurde – trotz juristischer Interventionen von Farrells Seite – im Internet verbreitet.
2009 wurde sein zweiter Sohn geboren, dessen Mutter die polnische Schauspielerin und Sängerin Alicja Bachleda-Curuś ist. Sie und Farrell hatten sich Ende 2008 am Set zum gemeinsamen Film Ondine kennengelernt und waren ein Paar geworden. Im Oktober 2010 wurde ihre Trennung bekannt.
Zu Beginn der 2000er-Jahre litt Farell unter starkem Alkohol- und Drogenkonsum, ehe er sich im Jahr 2006 in eine Entzugsklinik begab. Im April 2018 wurde bekannt, dass Farrell sich selbst erneut in eine Drogen-Entzugsklinik eingewiesen hat.
2024 gab Farrell bekannt, zu Ehren seines inzwischen volljährigen Sohnes James eine Stiftung für Angelman-Betroffene zu gründen, die ihnen insbesondere ein eigenständigeres Leben im Erwachsenenalter ermöglichen soll.

## Filmografie (Auswahl)
- 1996: Ballykissangel (Fernsehserie)
- 1997: Drinking Crude
- 1998: Falling for a Dancer (Fernsehserie)
- 1999: The War Zone
- 1999: Love in the 21st Century (Fernsehserie)
- 2000: Ein ganz gewöhnlicher Dieb – Ordinary Decent Criminal (Ordinary Decent Criminal)
- 2000: Tigerland
- 2001: American Outlaws
- 2002: Das Tribunal (Hart’s War)
- 2002: Minority Report
- 2002: Nicht auflegen! (Phone Booth)
- 2003: Der Einsatz (The Recruit)
- 2003: Daredevil
- 2003: Die Journalistin (Veronica Guerin)
- 2003: S.W.A.T. – Die Spezialeinheit (S.W.A.T.)
- 2003: Intermission
- 2003: Ein Zuhause am Ende der Welt (A Home at the End of the World)
- 2004: Alexander
- 2004: Scrubs – Die Anfänger (Scrubs, Fernsehserie, Folge 4x14)
- 2005: The New World
- 2006: Ask the Dust
- 2006: Miami Vice
- 2007: Cassandras Traum (Cassandra’s Dream)
- 2008: Brügge sehen… und sterben? (In Bruges)
- 2008: Kicking It
- 2008: Das Gesetz der Ehre (Pride and Glory)
- 2009: Triage
- 2009: Das Kabinett des Doktor Parnassus (The Imaginarium of Doctor Parnassus)
- 2009: Crazy Heart
- 2009: Ondine – Das Mädchen aus dem Meer (Ondine)
- 2010: The Way Back – Der lange Weg (The Way Back)
- 2010: London Boulevard
- 2011: Kill the Boss (Horrible Bosses)
- 2011: Fright Night
- 2012: Total Recall
- 2012: 7 Psychos (Seven Psychopaths)
- 2013: Dead Man Down
- 2013: Epic – Verborgenes Königreich (Epic, Stimme)
- 2013: Saving Mr. Banks
- 2014: Winter’s Tale
- 2014: Fräulein Julie (Miss Julie)
- 2015: True Detective (Fernsehserie)
- 2015: The Lobster
- 2015: Die Vorsehung (Solace)
- 2016: Phantastische Tierwesen und wo sie zu finden sind (Fantastic Beasts and Where to Find Them)
- 2017: The Killing of a Sacred Deer
- 2017: Die Verführten (The Beguiled)
- 2017: Roman J. Israel, Esq. – Die Wahrheit und nichts als die Wahrheit (Roman J. Israel, Esq.)
- 2018: Widows – Tödliche Witwen (Widows)
- 2019: Dumbo
- 2019: The Gentlemen
- 2020: Artemis Fowl
- 2020: Code Ava – Trained To Kill (Ava)
- 2020: The North Water (Fernsehserie, 5 Folgen)
- 2021: Voyagers
- 2021: After Yang
- 2022: The Batman
- 2022: Dreizehn Leben (Thirteen Lives)
- 2022: The Banshees of Inisherin
- 2024: John Sugar (Sugar, Miniserie)
- 2024: The Penguin (Miniserie, 8 Folgen)

## Auszeichnungen
Boston Society of Film Critics Award
- 2000: Bester Hauptdarsteller für Tigerland
- 2022: Bester Hauptdarsteller für The Banshees of Inisherin

British Academy Film Award
- 2023: Nominierung als bester Hauptdarsteller für The Banshees of Inisherin

Critics’ Choice Movie Award
- 2023: Nominierung als bester Hauptdarsteller für The Banshees of Inisherin

Critics’ Choice Television Award
- 2025: Bester Hauptdarsteller in einem Fernsehfilm oder einer Miniserie für The Penguin

Emmy
- 2025: Nominierung als bester Hauptdarsteller in einer Miniserie, Anthalogieserie oder Fernsehfilm für The Penguin

Europäischer Filmpreis
- 2017: Nominierung als bester Darsteller für The Killing of a Sacred Deer

Golden Globe Award
- 2009: Bester Hauptdarsteller – Komödie/Musical für Brügge sehen … und sterben?
- 2017: Nominierung als bester Hauptdarsteller – Komödie/Musical für The Lobster
- 2023: Bester Hauptdarsteller – Komödie/Musical für The Banshees of Inisherin
- 2025: Bester Hauptdarsteller – Mini-Serie oder TV-Film für The Penguin[8]

Goldene Himbeere
- 2005: Nominierung als schlechtester Schauspieler für Alexander
- 2023: Himbeeren-Erlöser-Award für The Banshees of Inisherin

Gotham Award
- 2022: Nominierung für die Beste Hauptrolle für After Yang

London Critics’ Circle Film Award
- 2023: Nominierung als bester britischer Darsteller für After Yang, The Banshees of Inisherin, The Batman und Dreizehn Leben

New York Film Critics Circle Award
- 2022: Bester Hauptdarsteller für After Yang und The Banshees of Inisherin

Oscar
- 2023: Nominierung als bester Hauptdarsteller für The Banshees of Inisherin

Saturn Award
- 2025: Bester TV-Hauptdarsteller für The Penguin

Satellite Award
- 2025: Bester Darsteller in einer Miniserie für The Penguin

Screen Actors Guild Award
- 2023: Nominierung als bester Hauptdarsteller für The Banshees of Inisherin
- 2023: Nominierung als Teil des besten Schauspielensemble in einem Film für The Banshees of Inisherin
- 2025: bester Darsteller in einem Fernsehfilm oder Miniserie für The Penguin

Teen Choice Award
- 2003: Nominierung als Choice Movie Actor: Drama/Action Adventure für Daredevil und Nicht auflegen!

Zurich Film Festival
- 2025: Auszeichnung mit dem Golden Icon Award[9]